# Cristoforo Boncompagni
Cristoforo Boncompagni (Bologna, 24 novembre 1537 – Ravenna, 3 ottobre 1603) è stato un arcivescovo cattolico italiano, nipote di papa Gregorio XIII.

## Biografia
Nato a Bologna, era figlio di Boncompagno e da Cecilia Bargellini. Dopo la laurea in legge, nel dicembre 1570 ottenne il lettorato di diritto civile a Bologna. La sua carriera ecclesiastica iniziò con la nomina a governatore pontificio di Ancona, dell'11 ottobre 1572, voluta dallo zio papa Gregorio XIII. Ben presto, non ancora sacerdote, divenne arcivescovo di Ravenna il 15 ottobre 1578, ottenendo così una cospicua rendita annuale di 2000 scudi. Ricevette l'ordinazione sacerdotale solo il 25 ottobre dello stesso anno.
Si oppose alla riorganizzazione della provincia ecclesiastica fatta dallo zio pontefice e alla sottrazione della diocesi di Imola come suffraganea. Fu presidente della Legazione di Romagna dal 1583 al 1587.

## Successione apostolica
La successione apostolica è:
- Vescovo Gaspare Silingardi (1582)